# Teslin Crossing
Teslin Crossing es una área no incorporada en Yukon, Canadá, situada en el río Teslin aproximadamente a 40 kilómetros (25 mi) del norte-nordeste de Whitehorse.